# كولالة نوري
كولالة نوري أحمد (1969) شاعرة وكاتبة قصصية وصحفية عراقية. ولدت في كركوك لعائلة كردية ودرست بها وفي الموصل. تكتب بالعربية وتحمل دبلوم في اللغة الروسية وحصلت على الدكتوراه في الترجمة الإنكليزية. لها مجموعات شعرية عديدة وترجمات أدبية عن الأدب الروسي.

## سيرتها
ولدت كولالة نوري سنة 1969 في منطقة إمام قاسم في كركوك لعائلة كردية ونشأت بها ثم إنتقلت إلى الموصل لإكمال دارستها ثم بغداد. سكنت دمشق مدة، ثم كاليفورنيا. تحمل دبلوم في اللغة الروسية وحصلت على الدكتوراه في الترجمة الإنكليزية. وقد نالت شهادة الماجستير بدرجة امتياز عن رسالتها «رؤية الشعر الأمريكي والعراقي الحديث حول حرب العراق»، وهي تحليل سيكولوجي ومقارنة أدبية بين الشعراء الأمريكيين والعراقيين كتبوا عن حرب العراق.
عملت كمعلمة لغة كردية وفي قضايا المرأة وحقوق الإنسان، وفي كردستان لصالح المفوضية العليا لإحياء قلعة أربيل. وهي عضو في الاتحاد العام للأدباء والكتاب في العراق ومجلس وسام هوميروس الاوربي للشعر والفنون، في بروكسل منذ 2016.
. ومجلس منح ميدالية هوميروس الأوروبية للشعر والفن.
ساهمت في الترجمة الأدبية، وصدرت ترجماتها لشعر فلاديمير فيسوتسكي من الروسية إلى الكردية والعربية في عام 2011. وقد أصدرت مجموعتها الشعرية الأولى لحظة ينام الدولفين في عام 1999. مثّلت العراق ونفسها كشاعرة في الكثير من المهرجانات والمؤتمرات العربية والغربية. وهي أيضًا كاتبة مقالات صحفية متسلسلة تنشرها منذ 2014 في صحف ورقية والكترونية مختلفة تحت عنوان واحد «السمع والبصر والفؤاد». وكتب في صحف عربية.

## جوائزها وتكريمها
- يناير 2012: الجائزة التقديرية لافضل إنتاج (فئة الكتب)، المهرجان الدولي العاشر الخاص بالشاعر الروسي فلاديمير سيمونوفيج فيسوتسكي، كوزالين، بولندا.[13]

## مؤلفاتها
لها ترجمات أدبية من الروسية إلى العربية والكوردية، وقد ترجمت بعض أشعار فلاديمير فيسوتسكي. ولها ترجمات لآخرين من الكوردية إلى العربية وبالعكس. من مجموعاتها الشعرية:
- «لحظة ينام الدولفين»، 1999
- «لن يخصك هذا الضجيج»، 2001
- «تقاويم الوحشة»، 2005
- «حطب»، 2009
- «قبعات مكسورة»، 2016